# 达维·蒂索
达维·蒂索（法語：Davy Tissot，法語發音：[davi tiso]；1973年4月9日—）出生於法國奥弗涅-罗讷-阿尔卑斯大区罗讷省的里昂，是法式料理的廚師。

## 生平
达维·蒂索被保羅·博庫斯看出天分，因此讓他在自己的餐廳擔任學徒，接著又前往雅克·馬克西曼的La Rotonde餐廳繼續歷練，終於成為一位主廚。
自投入廚師生涯以來，在2004年的時候，獲得法國最佳工匠獎，2004年到2016年，达维·蒂索在佛羅倫薩里昂別墅酒店（法語：Hotel Villa Florentine Lyon）的Les Terrasses de Lyon餐廳擔任主廚，2010年成為羅萊夏朵主廚，自2016年轉往里昂的埃屈利Saisons餐廳擔任主廚，獲得米其林指南一星評鑑、戈和米約兩頂高帽。2021年达维·蒂索贏得世界烹飪大賽金獎，成為第一位拿到這個獎項的里昂人。